# Automobil Club d’Andorra
Der Automobil Club d’Andorra (ACA) ist der nationale Automobilclub und Motorsportverband im Fürstentum Andorra.
Am 25. Mai 1954 wurde der Club mit Sitz in der Stadt Andorra la Vella gegründet. 1955 schloss sich der ACA dem Internationalen Automobilverband FIA an. Der Hauptsitz ist Andorra la Vella.

## Dienstleistungen
Dienstleistungen sind unter anderem Abschleppdienst, Versicherungen, Rechtsschutz, Rückführung auch aus dem Ausland bei Unfall für Fahrzeuge, Fahrer und Begleitpersonen und führt auch Fahrsicherheitstrainings und Verkehrsschulungen durch. Die Abschleppdienste sind landesweit verfügbar und über eine Zentralrufnummer stets erreichbar.
Der Club gibt auch eine eigene ACA-Mastercard heraus, die als Kreditkarte den Mitgliedern für die Bezahlung von Einkäufen oder Dienstleistungen und auch Bargeldabhebungen an jedem Geldautomaten auf der ganzen Welt ermöglicht.

## Zeitschrift
Die erste Ausgabe mit dem Namen „AUTO CLUB“ erschien im Jahre 1992 mit einer Quartalsauflage von rund 3.000 Exemplaren. Seit Oktober 2005 erscheint die Publikation mit dem Namen “Automòbil Club Magazine” mit einem modernen Design und neue Abschnitten. Die Publikation ist seit März 2013 auch in einer digitalen Version erhältlich.

## Motorsport
Der ACA ist an der Rennstrecke Circuito Grandvalira Andorra beteiligt und Veranstalter nationaler und internationaler Motorsport-Veranstaltungen, wie der Rallye Andorra Historic, der Andorra Winter Rally, dem Bergrennen Pujada Andorra / Arinsal oder eines Laufs der Trophé Andros. Daneben ist der Club auch im eSports-Bereich aktiv.